# Friedrich Grünanger
Friedrich Grünanger (n. 25 ianuarie 1856, Sighișoara – d. 14 decembrie 1929, Salzburg) a fost un arhitect sas transilvănean care a lucrat în primul rând în Bulgaria.
A studiat arhitectura la Academia de Artă din Viena între 1877 și 1879, avându-l ca profesor printre alții pe Friedrich von Schmidt. El a fost un reprezentant al istorismului târziu, al eclectismului, al școlii vieneze neo-baroce și al secesiunii vieneze.
În 1879 începe să lucreze în cadrul Direcției Clădirilor Publice (din cadrul Ministerului Afacerilor Interne) din Bulgaria, apoi este numit arhitect-șef al orașului Razgrad, devenind în cele din urmă arhitect la curtea principelui Alexandru I al Bulgariei și al succesorului acestuia, Ferdinand I.
În 1908 se pensionează și se stabilește se reîntoarce în orașul Salzburg din Austro-Ungaria, dar se întoarce pentru trei ani (1911-1914) să lucreze din nou în Bulgaria.
Din anul 2007 Asociația Arhitecților din Bulgaria a început să decerneze Premiul pentru arhitectură Friedrich Grünanger. 

## Unele clădiri proiectate
- Mausoleul războinicilor ruși (1879-1880), Razgrad
- Liceul din Razgrad, astăzi Liceul de limbi străine
- Clădirea guvernului regional și palatul principelui Alexandru I (în cooperare), astăzi Muzeul regional de istorie (1879-1882); prima clădire guvernamentală din Bulgaria construită după independența din 1878, Ruse
- Primul post de observare navală și stațiune meteorologică din Bulgaria (1883), Ruse
- Palatul regal; astăzi adăpostește Galeria națională de artă și Muzeul național de etnografie (1880-1882). În 1893-1895 a construit aripa de est în trei niveluri, Sofia
- Casă cu etaj cu mansardă pentru Anna Puleva (1899), Sofia
- Casă particulară, actualmente clădirea ambasadei Turciei, Sofia
- Clădirea Facultății de Teologie din cadrul Universității din Sofia (în cooperare)
- Seminarul din Sofia cu Biserica Sf. Ioan (1902-1914)
- Biserica Ortodoxă Română „Sfânta Treime” din Sofia (1905-1908)
- Sinagoga din Sofia (1904-1909)
- Băile minerale din Sofia (1904), proiect preliminar
- Parcul Academiei Militare (1906), Sofia
- Casa Yablanski; casă particulară pentru Dimitar Yablanski (1907) (până în 1993 clădirea Ambasadei chineze), Sofia
- Liceul de băieți, Varna
- Institutul pedagogic (actualmente Primăria), Kyustendil

## Galerie

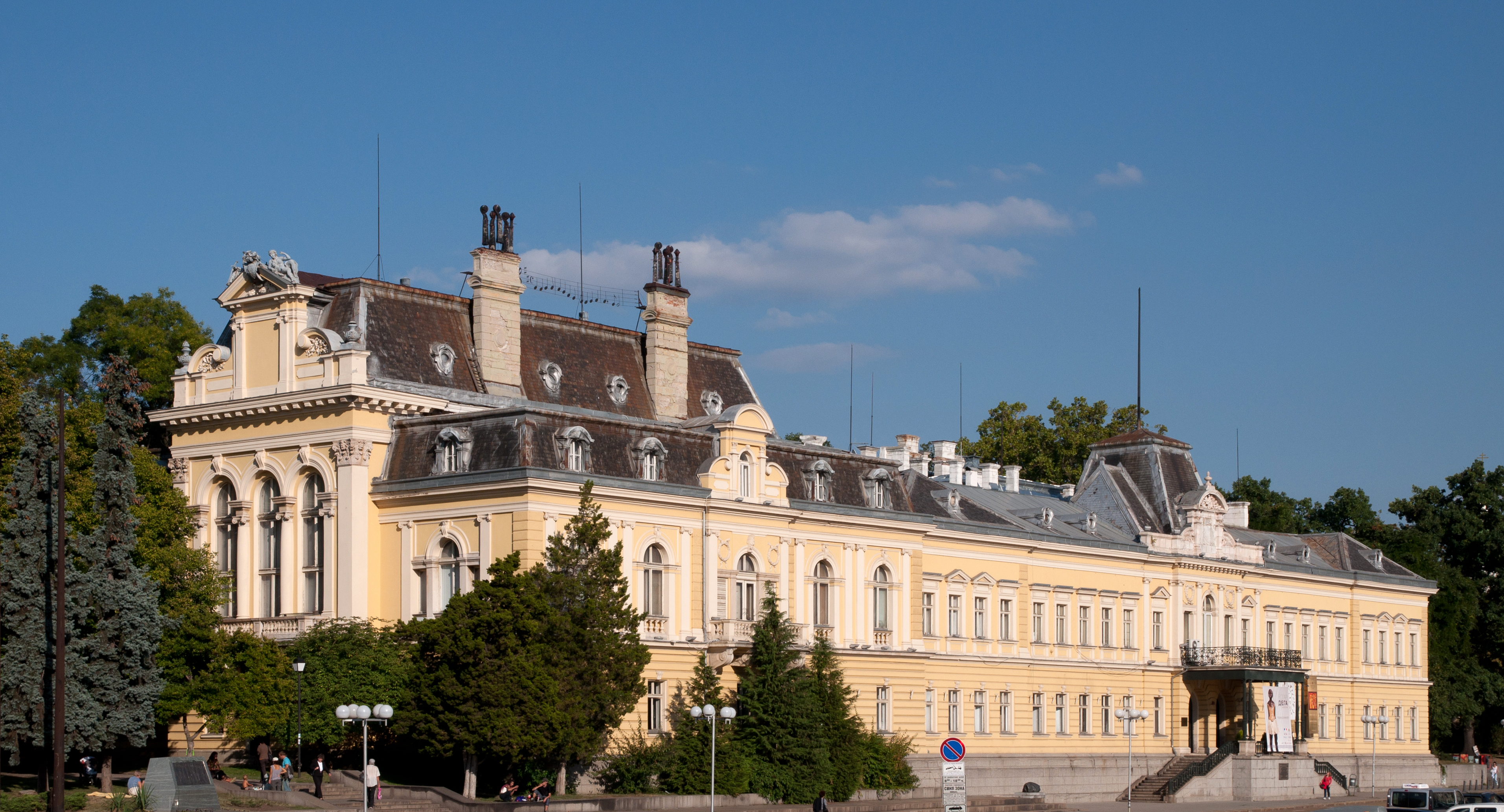
Parte a Palatului regal, Sofia
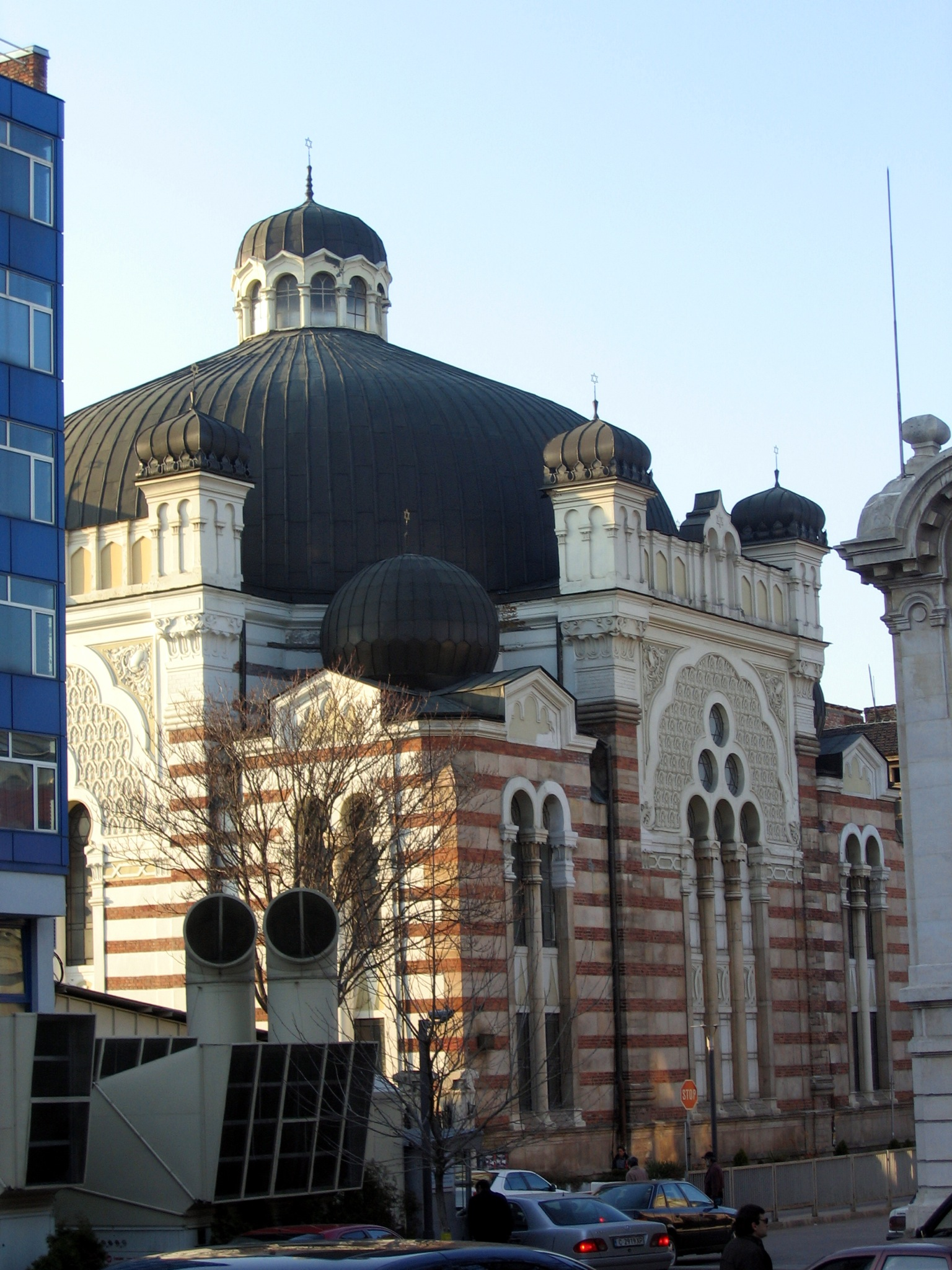
Sinagoga din Sofia
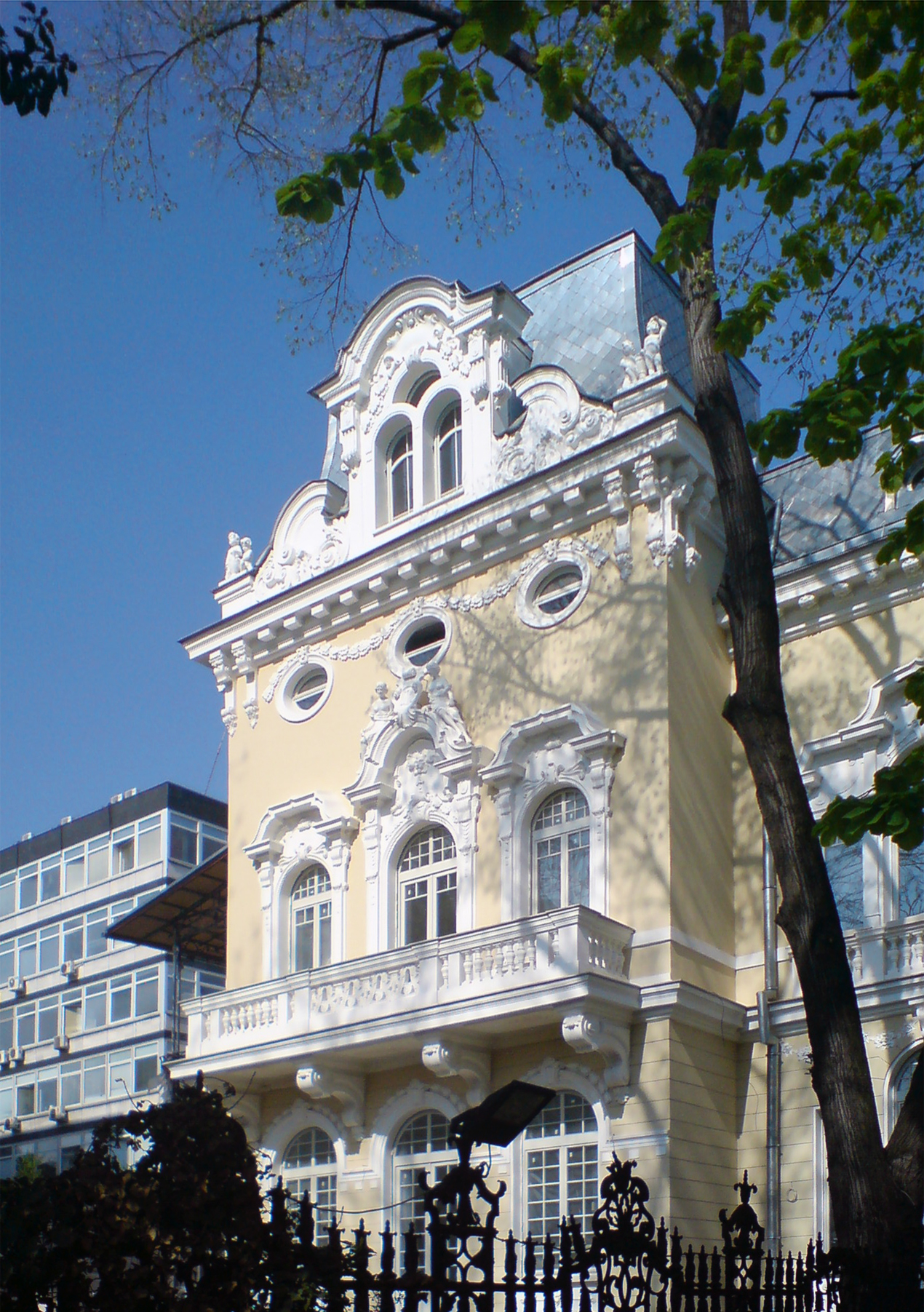
Casa Yablanski
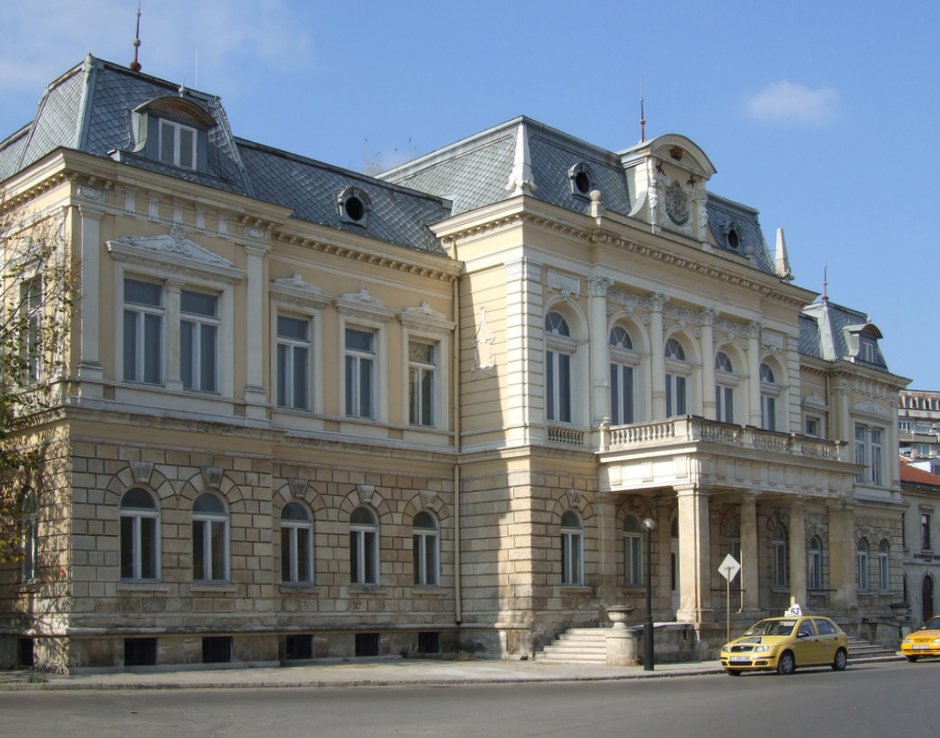
Palatul Battenberg, Ruse
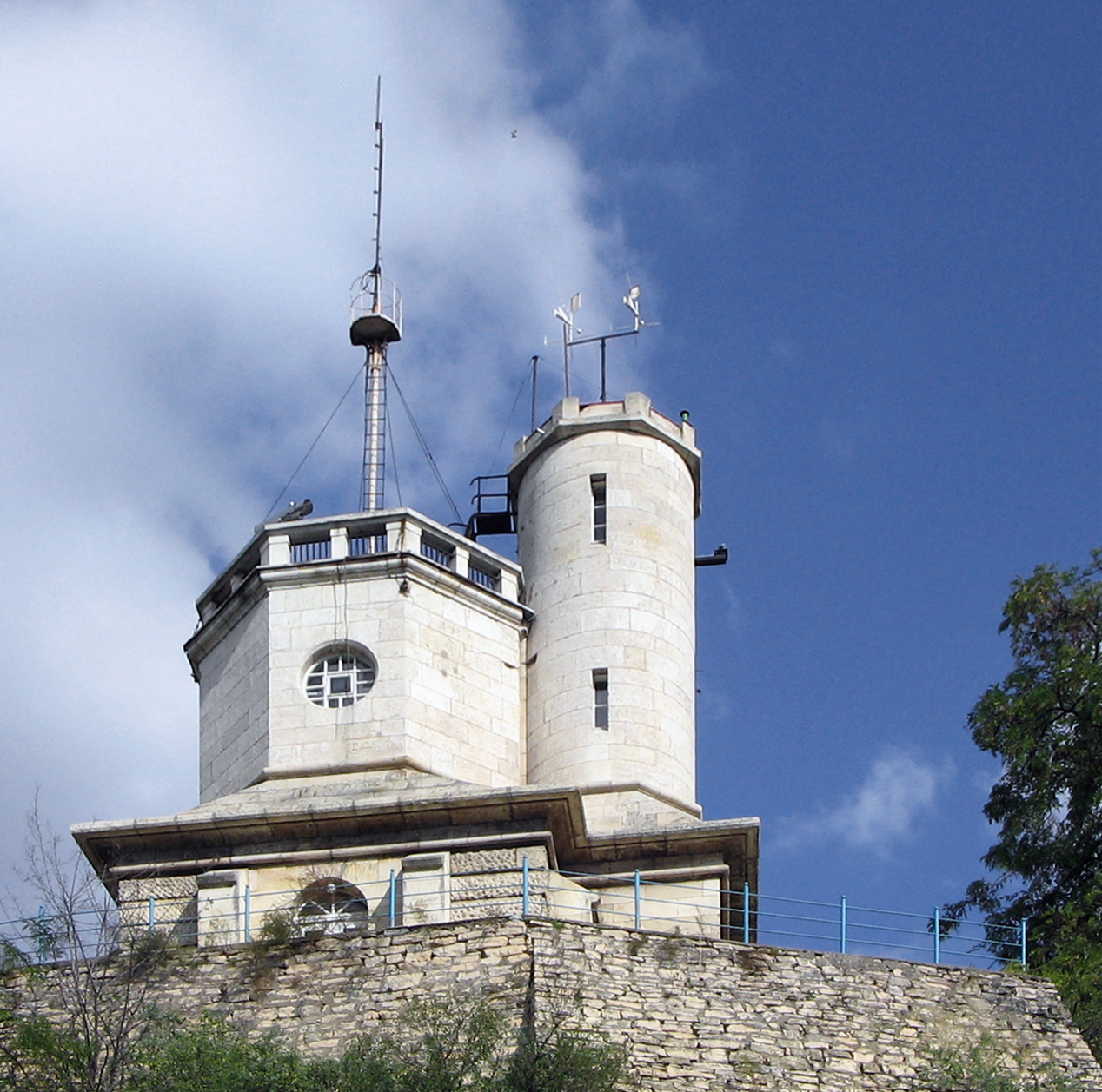
Staţia meteorologică
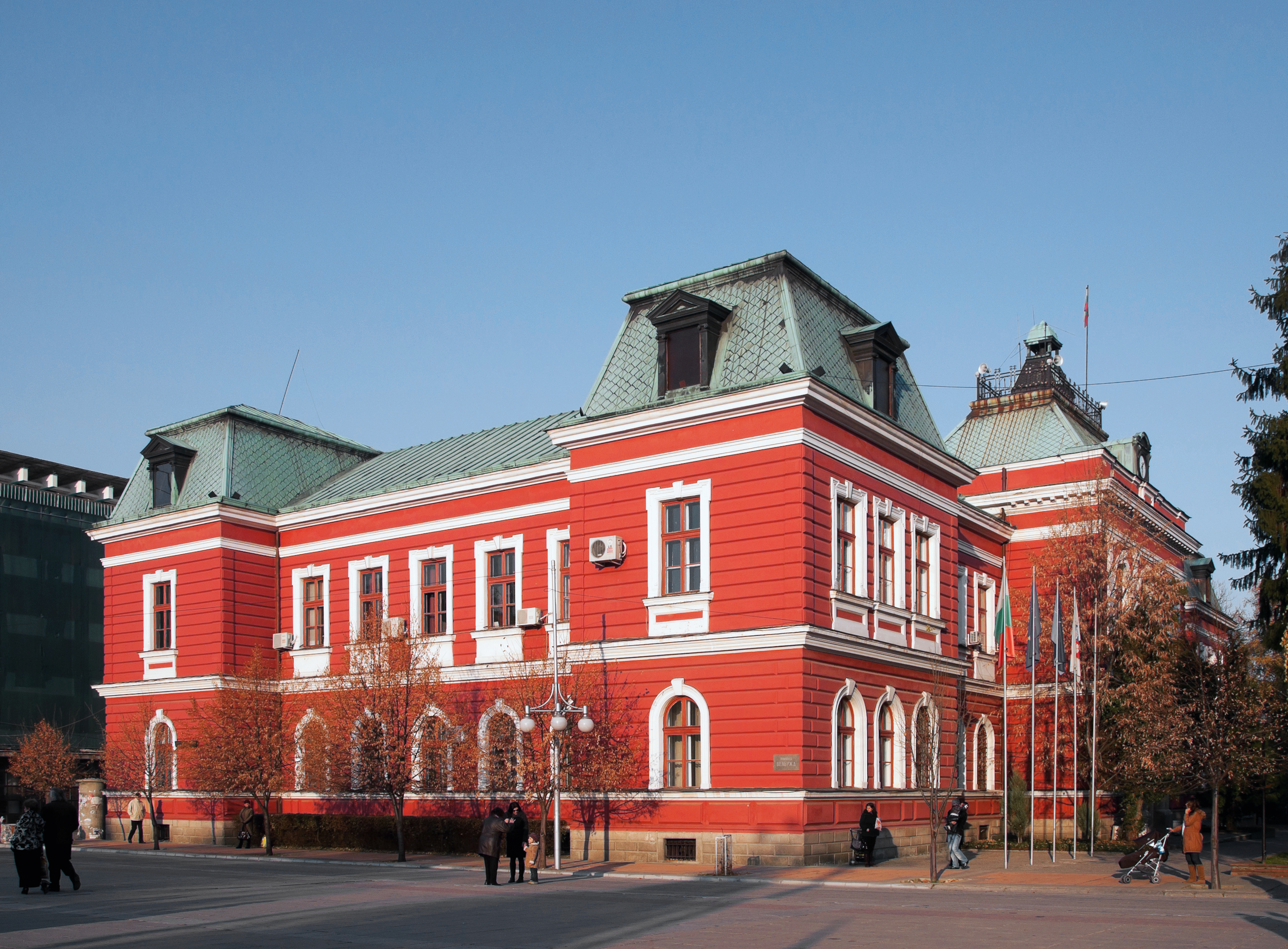
Primăria din Kyustendil
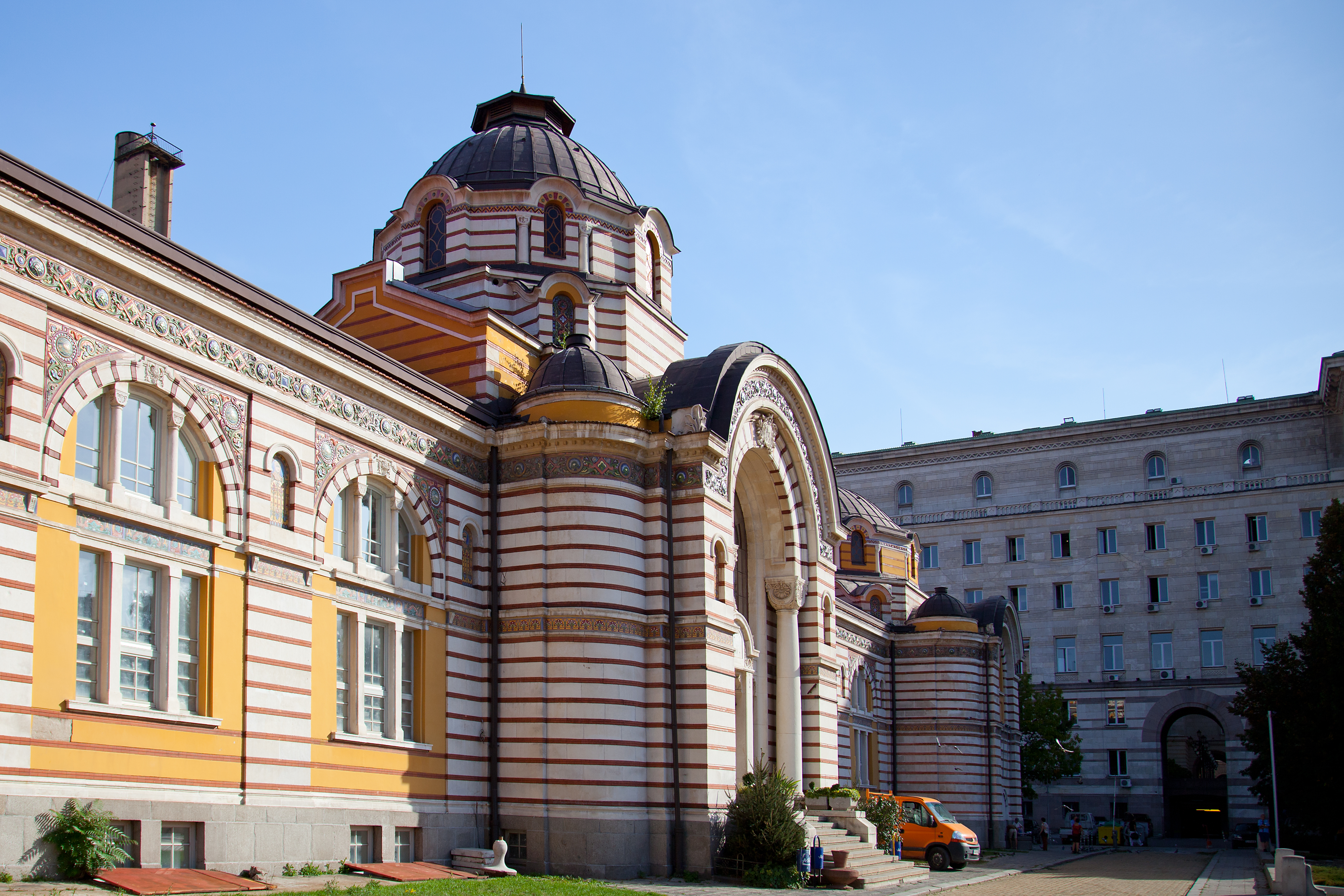
Băile publice minerale, Sofia